# Alexander Bran

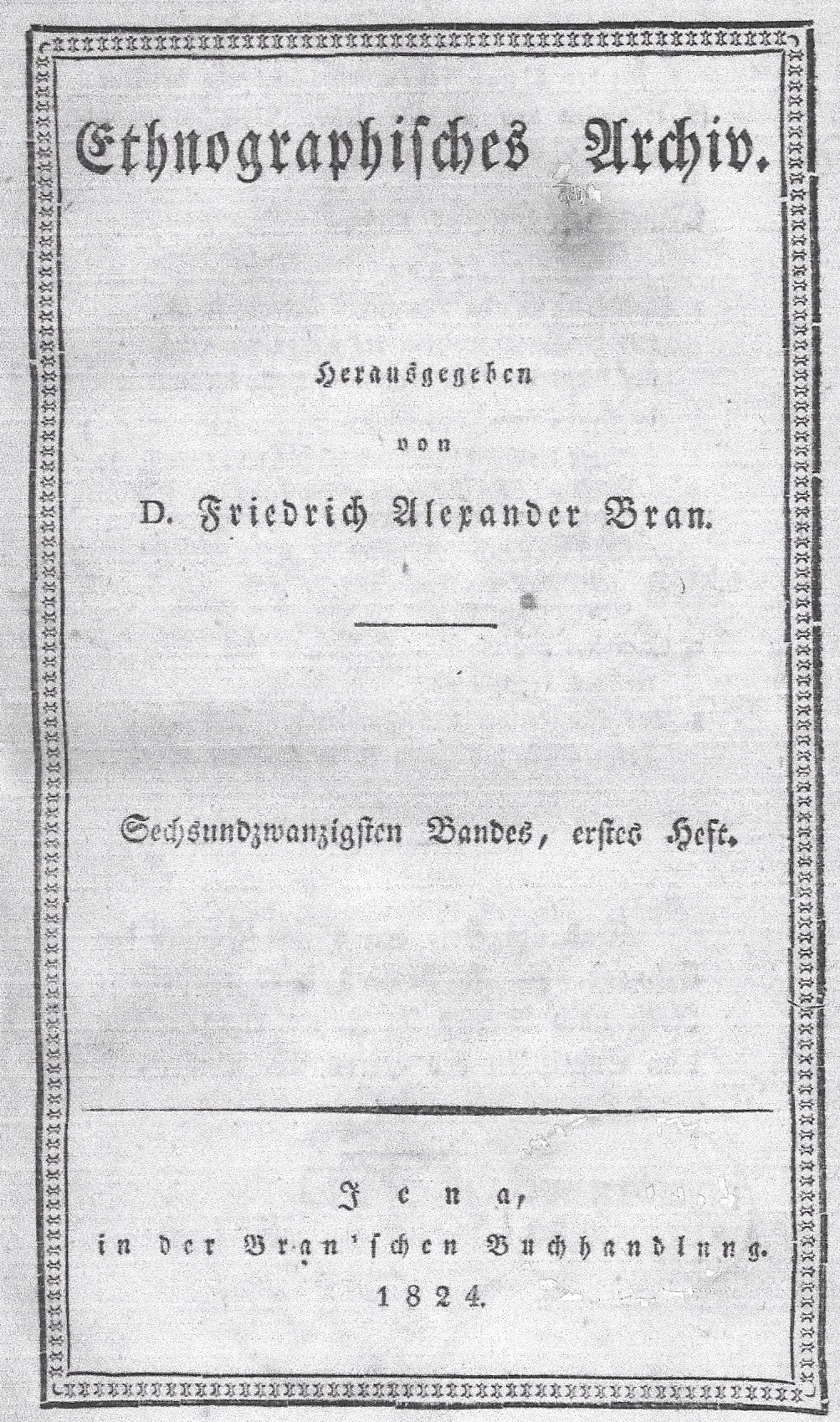
Titelblatt Ethnographisches Archiv, Bd. 26, H. 1 herausgegeben von Friedrich Alexander Bran im eigenen Verlag

Friedrich Alexander Bran (* 4. März 1767 in Stralsund oder Rybnik, geboren als Abraham Baruch; † 15. September 1831 in Jena) war ein deutscher Journalist, Schriftsteller, Übersetzer und Verleger. Im Verlauf mehrerer Jahrzehnte publizierten Bran und nachfolgend sein Sohn in der Bran’schen Buchhandlung mehrere Zeitschriften und ein sehr umfangreiches Buchprogramm.

## Leben und Wirken
Die frühen Jahre Baruchs sind nur ungenau dokumentiert. Als gesichert darf gelten, dass er das Kind des jüdischen Kaufmanns Nathan Berend und dessen Frau Friederica Alexander war. Er bereiste vermutlich über mehrere Jahre Staaten in West- und Südeuropa. Den Ausführungen von Heinrich Luden, der mit Bran langjährig befreundet war, ist zu entnehmen, dass sich er um 1795 in den Niederlanden aufhielt. Ab 1800 lebte er in Hamburg und publizierte bereits 1804 als A. Bran. Da entsprechende Dokumente fehlen, ist letztlich ungeklärt, warum er den Familiennamen Baruch ablegte und er von nun an den selbstgewählten Namen Bran verwendete. Am 12. März 1809 heiratete er Therese Hirsch († 26. Juni 1816 in Jena) aus Stralsund. Bran wechselte 1811 mit der Taufe in der Sankt Katharinenkirche vom jüdischen zum evangelisch-lutherischen Glauben und nahm die Vornamen Friedrich Alexander an. Bran eröffnete in der Hansestadt eine Buchhandlung und gab mit Freunden die Wochenschrift Nordische Miszellen heraus. Das politisch liberale Blatt erschien von 1804 bis 1811 und setzten sie sich umfassend mit der europäischen Außenpolitik auseinander. Außerdem behandelten sie Geschehnisse in Hamburg und die Theaterlandschaft. An dem Blatt schrieben Karl August Varnhagen von Ense und Brans Freunde Johann Georg Kerner und Johann Gotthard Reinhold mit. Zum wirtschaftlichen Erfolg, den Bran in Hamburg hatte, trug auch eine Musikalienhandlung bei, die er auf dem Mönkedamm und später in der Bohnenstraße führte. Außerdem „wußte er sich“, so das Urteil seines Freundes Heinrich Luden, „mit Gewandtheit zu den Französischen Behörden in Hamburg so zu stellen, daß er nicht nur vor denselben bestand, sondern sogar ihr Wohlwollen gewann“. In der Hansestadt übernahm er auch die Redaktion der Liste der Börsen-Halle. Erwähnt wird auch eine Mitwirkung als Korrespondent für die von Johann Friedrich Cotta herausgegebenen Allgemeinen Zeitung.
Ab 1809 gab Bran die politische Zeitschrift Minerva heraus. Er hatte das Blatt von Johann Wilhelm von Archenholz übernommen und fungierte letztlich bis zu seinem Tod als dessen Herausgeber. Ab April 1810 war Bran auch Besitzer der Minerva. Nur aufgrund Brans überstürzter Flucht aus Hamburg übernahm von Archenholz zeitweilig – von April 1811 bis Juni 1812 – wieder die Herausgeberschaft. Nach Friedrich Alexander Brans Tod wurde die Zeitschrift von seinem Sohn Friedrich Johann Carl Bran (1810–1884) fortgeführt, einem Kind aus Brans erster Ehe mit Therese Hirsch.
1808 übersetzte Friedrich Alexander Bran eine Schrift des ehemaligen spanischen Ministerpräsidenten Pedro Ceballos Guerra, in der dieser Napoleon kritisierte. Die Dokumentation trug den Titel „Authentische Darstellung der Begebenheiten in Spanien von dem Ausbruch der Unruhen zu Aranjuez bis zum Schluß der Junta von Bayonne“. Die französischen Behörden verboten Nachdruck und Verbreitung der Schrift und drohten bei Zuwiderhandlung die Todesstrafe an. Nachdem Bran am 27. März 1811 von seiner Verhaftung erfahren hatte, floh er – ohne Ehefrau und Kind – aus Hamburg. Bran, der aufgrund der enttarnten Übersetzertätigkeit in den Rheinbundstaaten steckbrieflich gesucht wurde, hielt sich zunächst in Leipzig auf und zog dann über Altenburg nach Böhmen weiter. Ein geänderter Name und falsche Papiere führten dazu, dass er auf dem Weg nach Prag nicht gefasst wurde. In Prag selbst stand Bran offenbar „unter dem Schutze Österreichs“. Ende 1813 – nach Napoleons Niederlage in der Völkerschlacht bei Leipzig – verließ Bran Böhmen wieder und siedelte nach Leipzig über.
Bereits in Prag hatte Bran begonnen, eine neue Zeitschrift herauszugeben. Ab Januar 1813 veröffentlichte er die Monatsschrift Kronos. Eine Zeitschrift politischen, historischen und literarischen Inhalts. Dabei verfolgte er mit dieser Zeitschriftenreihe ein ähnliches publizistisches Konzept wie mit der Minerva. Der Kronos war ab 1814 sogar inhaltlich identisch mit der Minerva. Ab diesem Zeitpunkt erschien das Journal dann in Leipzig, wenige Jahre später in Jena. Auch dieses Zeitschriftenprojekt wurde nach Brans Tod von seinem Sohn fortgesetzt. Nach seiner Ankunft in Leipzig übernahm Bran auch wieder die Verantwortung für die Herausgabe der Zeitschrift Minerva.
Bran wurde 1814 Herausgeber der Miscellen aus der neuesten ausländischen Literatur. Ein periodisches Werk, politischen, historischen, statistischen, geographischen und literarischen Inhalts. Die Zeitschrift erschien bis 1851. Ab 1818 gab Bran das Periodikum Ethnographisches Archiv heraus, das sich mit landes- und volkskundlichen Themen beschäftigte. Bis zum Jahr 1829 erschienen insgesamt 39 Bände. Zeitweilig kam es dabei auch zu einer Zusammenarbeit mit Goethe, der im Auftrag von Großherzog Carl August stand. Ab 1816 lebte Bran in Jena, wo ihm 1819 die Ehrendoktorwürde verliehen wurde. 1817 heiratete Bran in zweiter Ehe Rebecca Blancke (* 8. Mai 1785 in Schiffdorf b. Bremerhaven; † 24. Januar 1862 in Jena). Aus dieser Ehe gingen sechs Kinder hervor. Die Stadt Jena, die für Bran nur Zwischenstation auf dem Weg zurück nach Hamburg werden sollte, wurde nun zu seinen Lebensmittelpunkt. Hier eröffnete er eine Verlagsbuchhandlung und eine Druckerei. Die Druckerei führte sein Sohn Friedrich Johann Carl noch bis ca. 1853 weiter, die Verlagsbuchhandlung in der Wagnergasse 359 wurde sogar erst um 1865 aufgegeben.
Schon 1816 bemerkte Heinrich Luden Brans schlechten gesundheitlich Zustand. Immer wieder musste dieser seine Arbeit aufgrund gesundheitlicher Probleme unterbrechen. Er starb 1831 mit 64 Jahren. Sein Grab und die Erbbegräbnisstätte der Familie Bran befinden sich auf dem Johannisfriedhof in Jena.